# Flugplatz Borkum

i7
i11
i13
Der Flugplatz Borkum (IATA-Code: BMK, ICAO-Code: EDWR) ist der Verkehrslandeplatz der Stadt und der ostfriesischen Nordseeinsel Borkum.

## Geschichte
Der Flugplatz wurde 1927 errichtet. Er diente zunächst der zivilen Luftfahrt. So landete etwa eine niederländische Fluggesellschaft auf der Route Amsterdam–Stockholm hier zwischen. Der Flugplatz liegt auf der Insel im Bereich Ostland. Ostland wurde seit dem Kaiserreich in erheblichem Umfang militärisch durch die Marine genutzt. Mit der Aufrüstung des nationalsozialistischen Staates wurde der Flugplatz von der Luftwaffe der Wehrmacht übernommen die eine Fliegerhorstkommandantur einrichtete. Von Juni bis September 1941 war hier die 1./JG 52 (1. Staffel des Jagdgeschwaders 52) stationiert, von Februar bis März 1942 die 1./JG 1. Auch lagen hier Schulungsstaffeln.
Nach dem Ende des Zweiten Weltkriegs beabsichtigte die britische Besatzungsmacht zunächst, den Flugplatz – wie fast alle anderen militärischen Anlagen auf der Insel – zu zerstören. Die Gemeinde Borkum setzte sich aber für den Erhalt und die zivile Nutzung ein, wie sie das gleichermaßen auch für andere von der Wehrmacht errichtete Verkehrsinfrastruktur tat, die sich zivil verwenden ließ.
Im ersten Jahrzehnt des 21. Jahrhunderts wurden Linienflüge auch nach Düsseldorf und Berlin angeboten. Dieses Angebot besteht inzwischen nicht mehr.

## Anfahrt und Infrastruktur
Der Flugplatz liegt zwischen Ortskern und dem Ortsteil Ostland. Das Empfangsgebäude enthält auch einen kleinen Wartebereich. Direkt am Flugplatz befindet sich ein Hotel. Es verkehrt ein Linienbus der Borkumer Kleinbahn. Am Flugplatz befindet sich weiter die Flugschule Borkum.

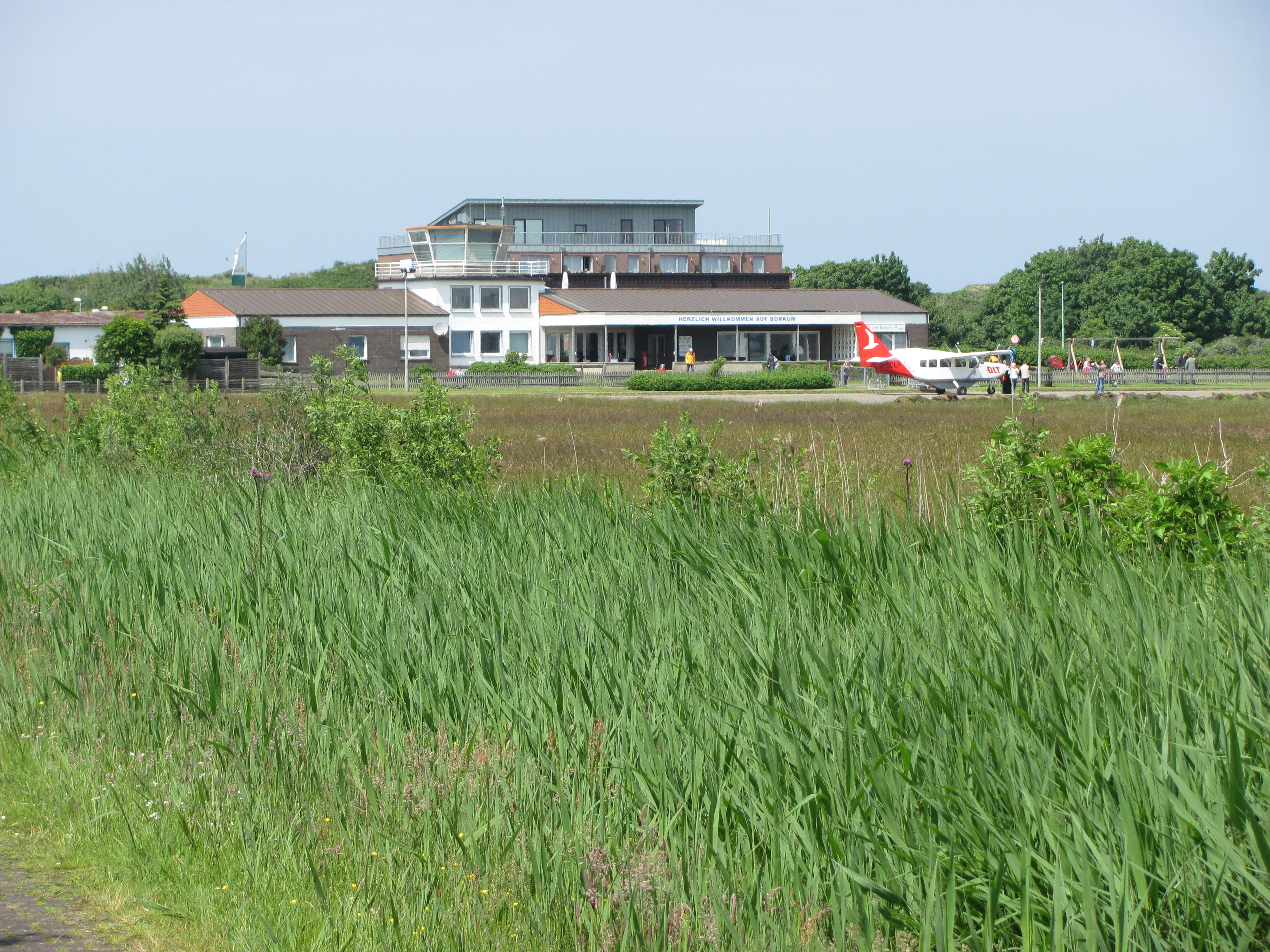
Rollfeld
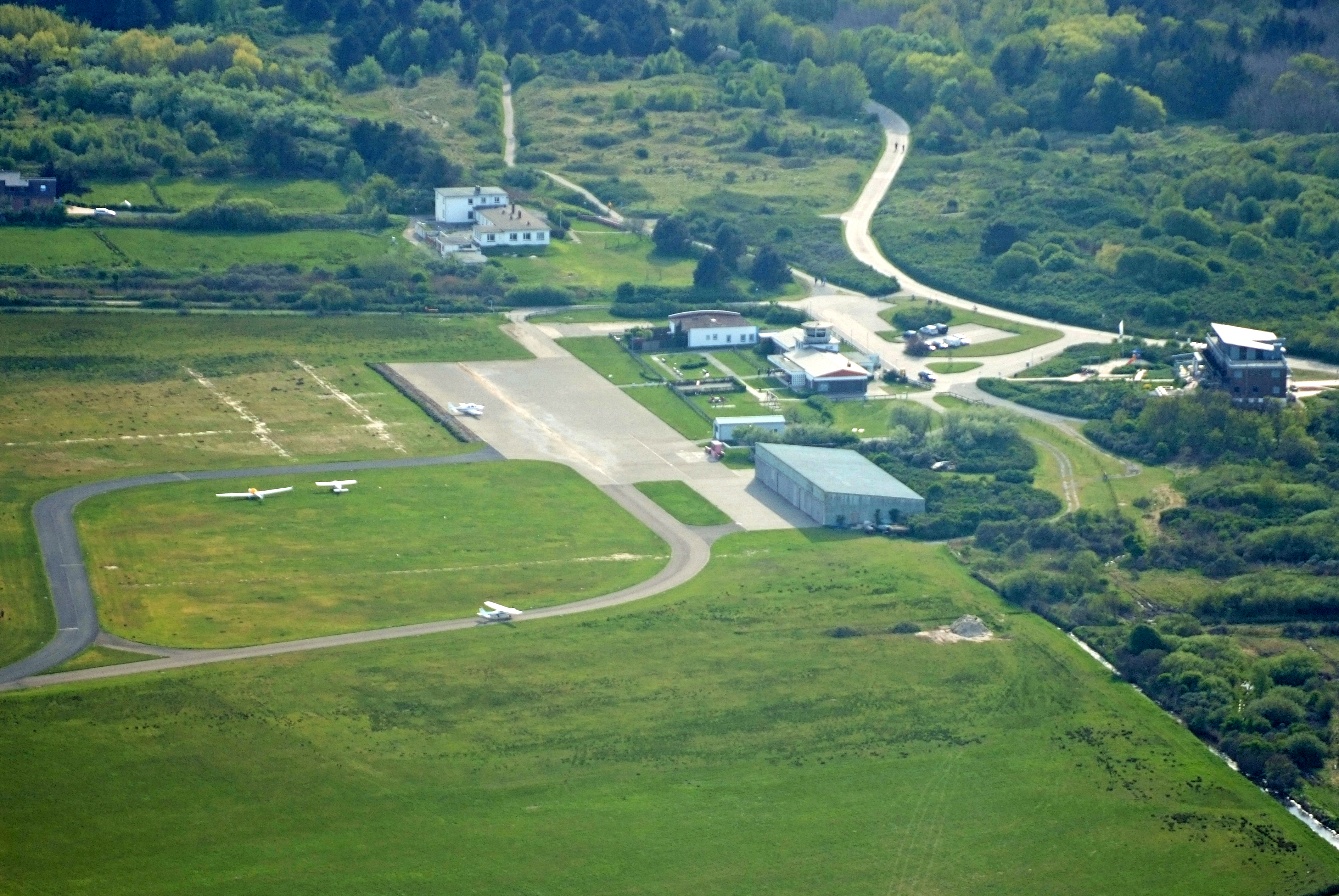
Rollfeld aus der Luft
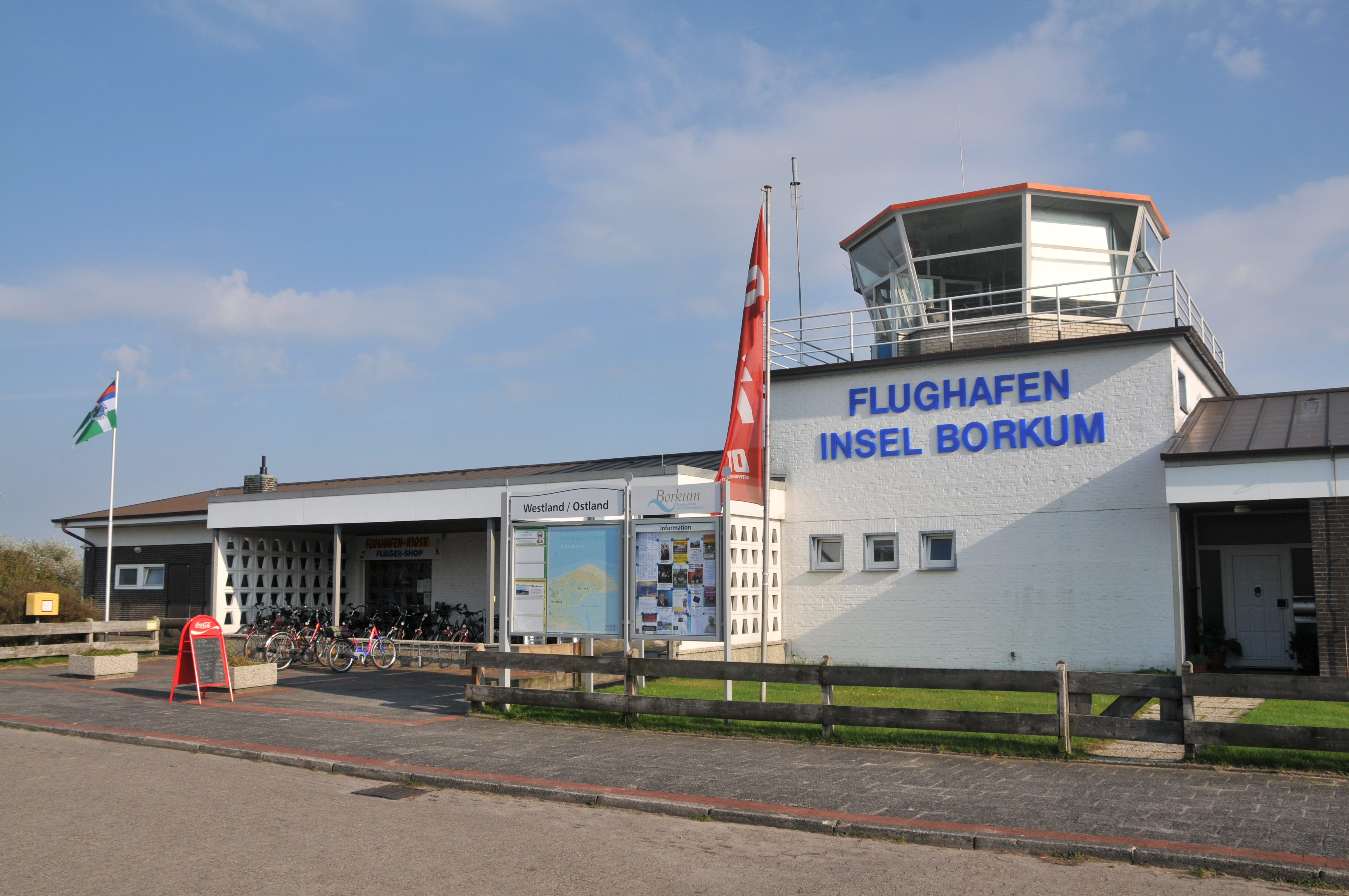
Turm
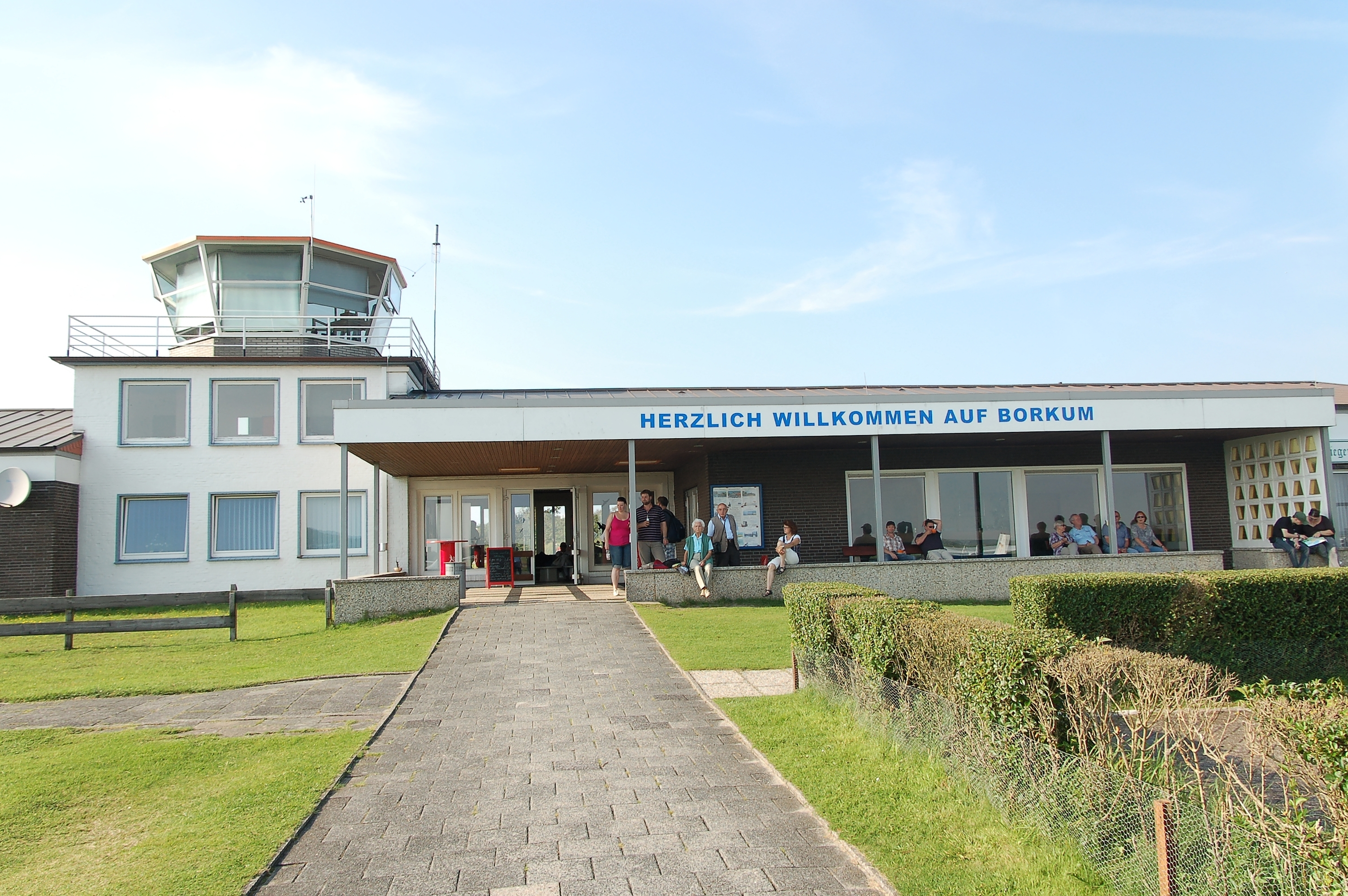
Eingangsbereich

## Fluggesellschaften und Ziele
Der Flugplatz wird im Linienflugbetrieb von der OFD Ostfriesischer Flugdienst angeflogen. Der Linienflugbetrieb beschränkt sich heute auf die Verbindung zum Flugplatz Emden, Teil des sogenannten Seebäder-Verkehrs. Darüber hinaus werden von hier Rundflüge über Borkum und die ostfriesischen Inseln und Flüge zu diesen Inseln und nach Helgoland angeboten.

## Zwischenfälle
- Am 14. September 2020 kam es am Flugplatz Borkum bei sehr guten Wetterbedingungen zum Absturz einer Cessna T 210 N, bei dem der Pilot schwer verletzt und das Flugzeug durch den Absturz und anschließenden Brand vollständig zerstört worden ist. Der Pilot flog die Piste 13 offensichtlich zu hoch an, setzte erst auf Höhe der Halbbahnmarkierung auf der Piste auf, hob wieder ab und stürzte dann rund 160 Meter seitlich versetzt zur Piste in ein sumpfiges Wiesengelände. Der Pilot konnte sich aus dem brennenden Wrack selbst retten und erlitt schwere Brandverletzungen. In der nachfolgenden Flugunfalluntersuchung konnten keine technischen Mängel als Ursache für den Absturz identifiziert werden, es handelte sich mit hoher Wahrscheinlichkeit um einen Pilotenfehler.[5]